# Franz Adolf von Stürler
Pour les articles homonymes, voir Sturler.
Franz Adolf von Stürler né à Paris le 28 février 1802 et mort à Versailles le 16 septembre 1881 est un peintre franco-suisse.
Il est un mécène du musée des Beaux-Arts de Berne.

## Biographie
Franz Adolf von Stürler est le fils de Karl Emanuel von Stürler (1760-1822), sculpteur et architecte suisse originaire de Berne, et de la Française Louise Françoise Rose Flécheux.
Élève de Jean-Baptiste Regnault puis de Jean-Auguste-Dominique Ingres, il vit en Italie de 1829 à 1853. Il est professeur à l'Académie de Florence dès 1846, date à laquelle il revient en France pour s'installer à Versailles.
Il épouse en 1853 Mathilde Jarmann (1825-1900), de nationalité anglaise.
Il meurt à son domicile versaillais le 16 septembre 1881. Alexandre Batta est témoin lors de la déclaration de décès. Il lègue sa collection de peinture primitive italienne sur panneau et ses œuvres au musée des Beaux-Arts de Berne. Le musée conserve notamment un portrait de lui réalisé par Ingres vers 1849. Il est inhumé au cimetière du Père-Lachaise.

## Galerie
- Quelques œuvres de Adolf von Stürler.

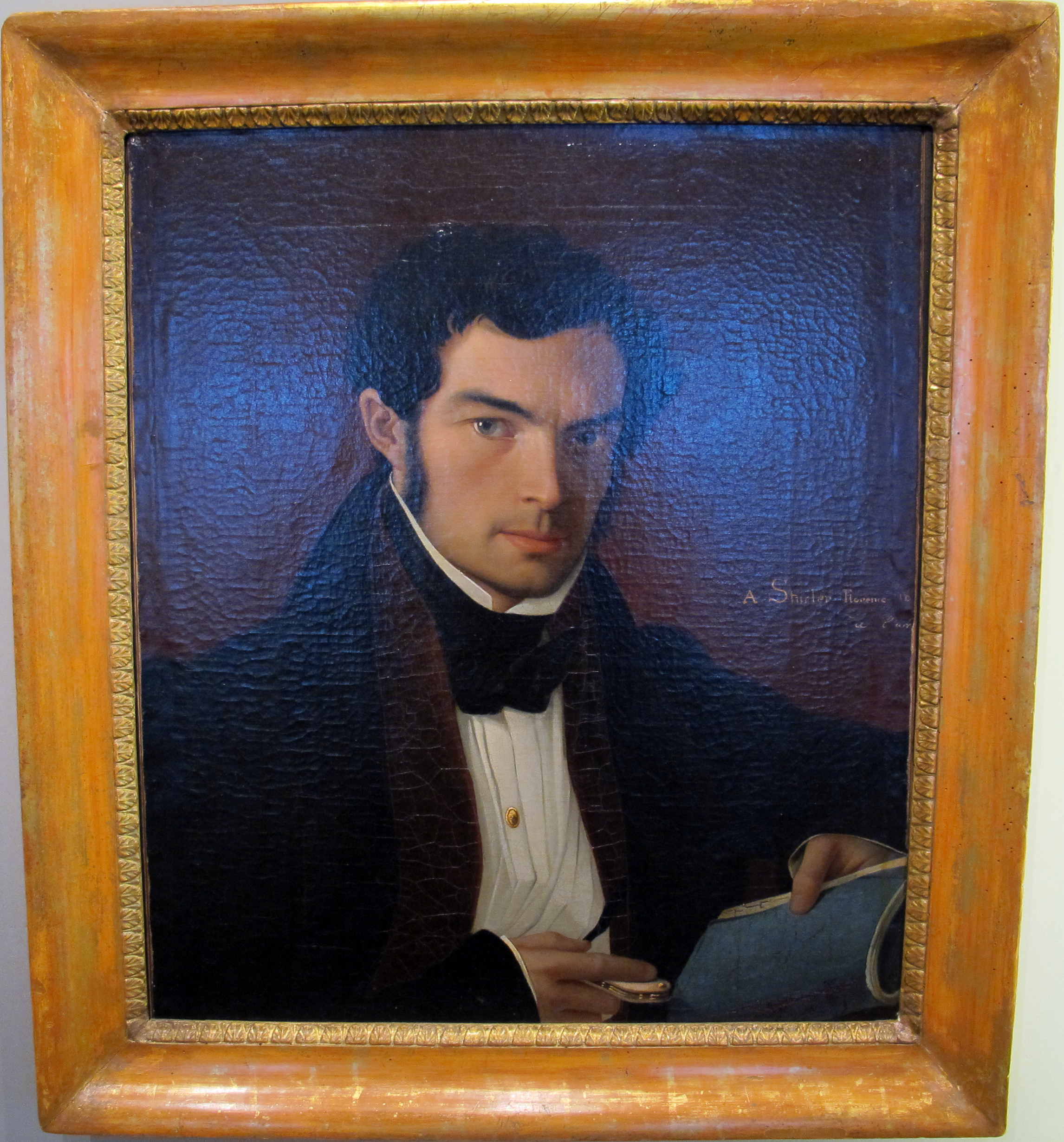
Portrait masculin, vers 1835.
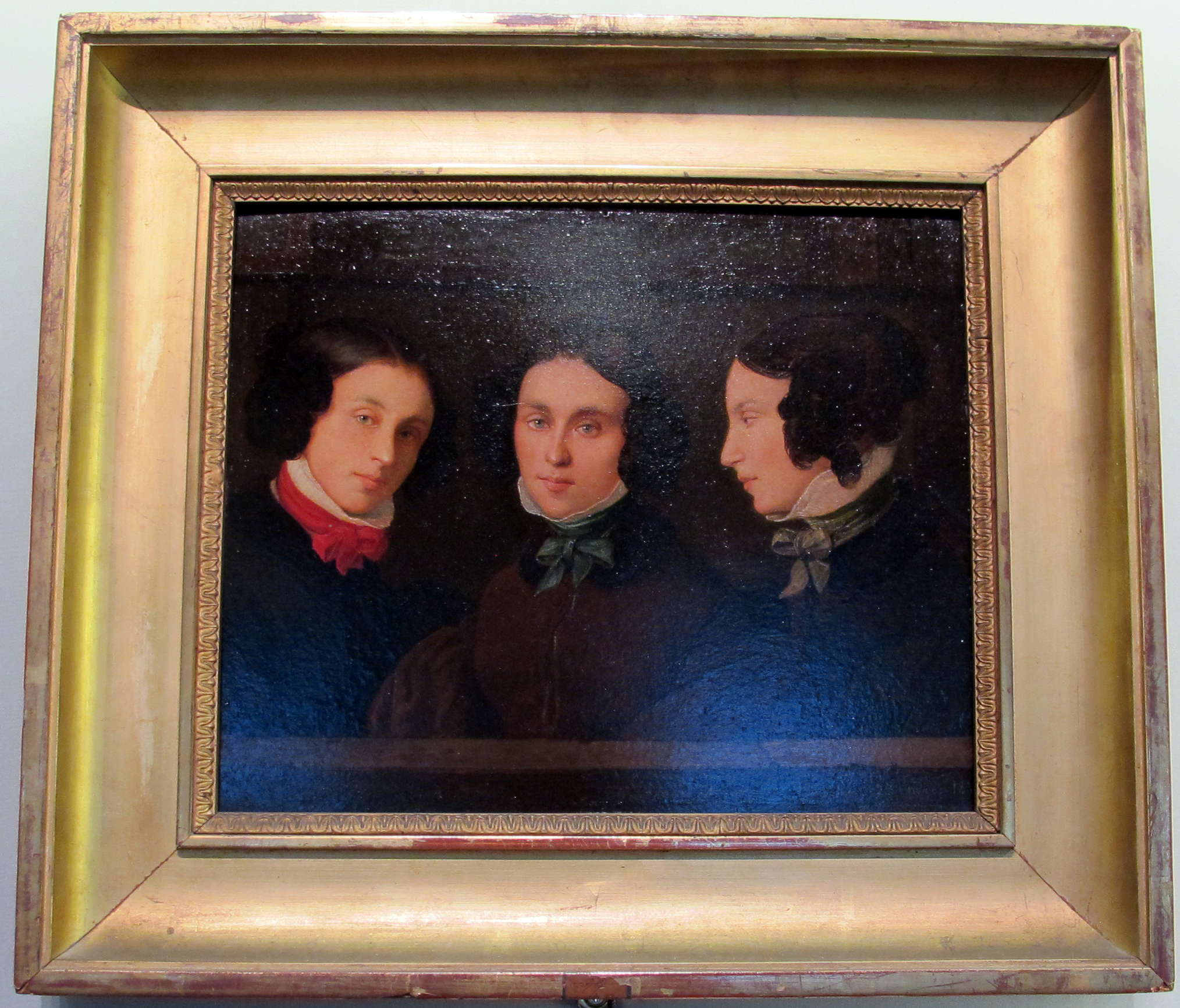
Portrait de Giulia Marini, de face et de profil (droit et gauche), 1835.
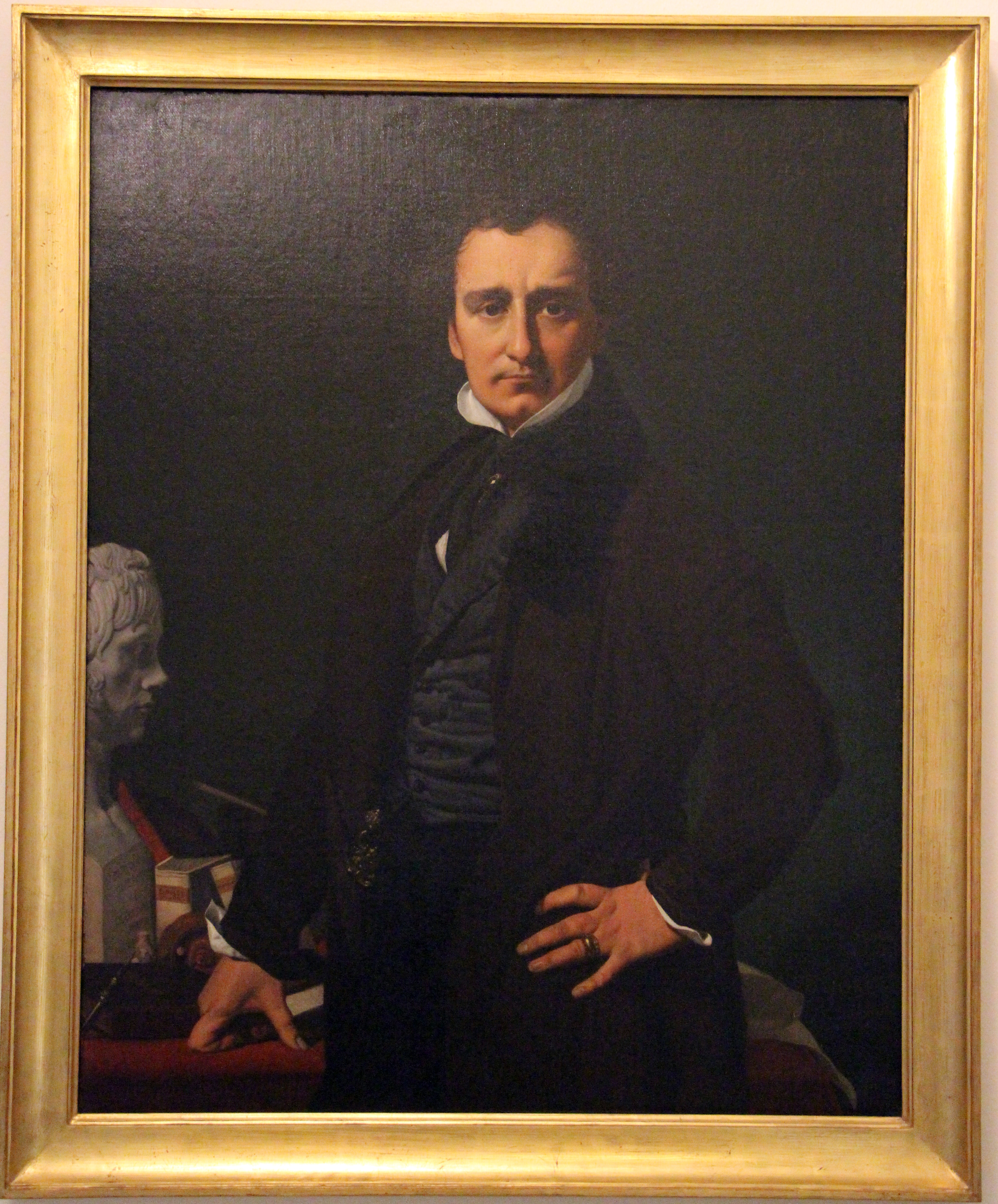
Portrait de Lorenzo Bartolini, d'après Ingres, 1845.